# Debreczenyi Ignác
Debreczenyi Ignác (angolul: Ignatz Debreczenyi; névvariáns: Debreczeni) (Szeged, 1822 – Szeged, 1913. december 14.) magyar honvéd, az amerikai polgárháború katonája, vámpénztáros.

## Életútja
A szegedi piarista gimnáziumban tanult, de tanulmányait abbahagyta, s egy szabó mellé állt be segédnek, majd Kossuth hívó szavára honvédnek ment.
Az 1848-49-es szabadságharcban mint honvéd vett részt, 1849 januárjában már hadnagyi rangot ért el a 13. honvédzászlóaljnál, innen áthelyezték a 48. zászlóaljhoz. Ott volt Buda ostrománál a dicsőséges tavaszi hadjárat során, főhadnagyságig vitte. Buda ostrománál meg is sebesült, III. osztályú Magyar Katonai Érdemrenddel tüntették ki. Felgyógyulása után visszatért a seregbe, főhadnagyi rangban a 93. zászlóaljnál teljesített szolgálatot.
A világosi fegyverletétel után menekülnie kellett, 1850-ben már New Yorkban élt, s szabómunkásként kereste kenyerét, kitanulta a fényképészetet is. Az amerikai polgárháborúban az egyik New York-i ezredben szolgált, többször is megsebesült, élet-halál közt lebegett, amíg elhagyhatta a kórházat. Az 1867-es kiegyezés után visszatért szülővárosába, ahol városi vámpénztárosi beosztásban dolgozott.
Szülővárosában, Szegeden halt meg 1913 decemberében, a szegedi Belvárosi temetőben helyezték örök nyugalomra. (Ahogyan ez szokásban volt, ő is előre csináltatott magának sírkövet, amelyre ezt vésette: „Debreczenyi Ignácz, Szeged város nyugalmazott vámpénztárosa, 48-as honvéd főhadnagy, északamerikai szabadságharcos, élt...., meghalt....”